# Violencia sexual durante el Holocausto
Durante la Segunda Guerra Mundial, los hombres y mujeres de origen judío en los campos de concentración se enfrentaron a la violencia sexual, debido a la discriminación existente en tiempos de guerra, el antisemitismo y las creencias genocidas sostenidas por el régimen nazi de Adolf Hitler. Esta violencia sexual y discriminación se ejerció en toda la Europa ocupada por la Alemania nazi, incluso en los hogares y refugios de los judíos, así como en lugares públicos y en lugares destinados al confinamiento.
Entre 1933 y 1945, hubo más de 44.000 campos de concentración y lugares de encarcelamiento que estuvieron bajo el control del régimen nazi. Los orígenes del abuso sexual y la segregación de hombres y mujeres judíos se debieron principalmente a su raza. Los nazis utilizaron estos lugares por diversas razones, como el trabajo físico y sexual forzado de sus prisioneros. Existen muchos relatos de supervivientes, tanto hombres como mujeres, pero muchos de ellos siguen siendo íntimos debido a la naturaleza del tema y a los estigmas y tabúes que rodean a la violación. La violencia de género, la violencia sexual y los puntos de vista antisemitas contribuyeron al maltrato y la violencia contra hombres y mujeres judíos durante el Holocausto.

## Orígenes
La mayoría de los hombres y mujeres judíos fueron blanco del régimen nazi durante la Segunda Guerra Mundial debido a la creencia de que la raza judía era inferior en comparación con la llamada raza aria. El antisemitismo racial surgió en Europa, pero sus orígenes se remontan a lo largo de la historia, al cristianismo bíblico, a la época medieval, a menudo como resultado de las provocaciones, la propagación a través de las guerras mundiales y todavía se ve, en algunas ocasiones, en la época contemporánea.
Los orígenes de la violencia sexual perpetrada contra el pueblo judío durante el Holocausto son multifacéticos, y cuando se combinan múltiples factores tienen el potencial de crear conductas sexualmente violentas, específicamente entre hombres y mujeres, siendo ejercida principalmente por los hombres sobre las mujeres. Alemania y sus aliados (entre los que se incluyen Hungría, Rumania e Italia) fueron los principales perpetradores de la violencia sexual contra el pueblo judío durante el Holocausto en los campos de concentración, aunque la violencia sexual también fue ejercida por parte de otros prisioneros.
Las motivaciones para el abuso sexual incluyen, pero no se limitan a posibles factores políticos e ideológicos contra el cuerpo judío, el factor de la guerra, que acostumbró a la gente a la violencia y al asesinato, la cultura militar, que situó la fuerza física y la masculinidad hegemónica en un pedestal, los puntos de vista misóginos, que eran parte de las creencias nazis, y motivos personales como el ansia de poder. Estos factores en combinación entre sí podrían haber perpetuado una cultura de abuso y maltrato durante el Holocausto.

## Estereotipos y estigmas
Existías muchos estereotipos asumidos en torno al pueblo judío y su sexualidad que todavía persisten en la actualidad. Algunos de estos estereotipos salieron a la luz después de la guerra en torno a las mujeres que participaron en actos de servicio sexual o prostitución durante la guerra, incluso si era con fines de supervivencia y sin consentimiento. El régimen nazi durante la guerra consideraba que sus propios cuerpos eran superiores a los del pueblo judío, al que calificaban de cuerpo infrahumano. El régimen publicaba caricaturas de judíos con facciones de la cara desfiguradas como propaganda para difundir su mensaje del cuerpo infrahumano.
Los hombres judíos también experimentaron y siguen experimentando el estigma en torno al abuso sexual, la violación y otros actos que también afrontaron durante el régimen nazi. El hombre judío moderno es a menudo retratado como amable, gentil, sensible y delicado, rasgos que a menudo son asociados con la feminidad más que con la masculinidad por parte de los nazis. Esto transmite el mensaje de que los hombres judíos son inferiores al estereotipo occidental tradicional y patriarcal. Esta creencia fue reforzada durante el Holocausto por los nazis debido a la vergüenza y humillación infligidas a los judíos.

## Historias retenidas y borradas
A menudo resulta difícil recopilar investigaciones sobre la violencia sexual en el Holocausto debido a que se trata de un tema tabú. Existen muchas dificultades para recoger testimonios, como que muchas víctimas de violencia sexual no sobrevivieron. Esto, junto con las dificultades para recopilar las experiencias de los supervivientes debido al tema, ha hecho que algunos historiadores eviten abordar la investigación sobre la violencia sexual durante la guerra. Esto ha dado lugar a que algunos enfoques del Holocausto sean imprecisos, ya que la narrativa ha sido modificada y ambigua excluyendo la violencia sexual que padecieron los judíos.
Después de la Segunda Guerra Mundial un gran número de supervivientes judíos huyeron de Europa. Más de 150.000 de estos personas judías terminaron llegando a Estados Unidos. A pesar de este gran número de inmigrantes judíos en los Estados Unidos, la mayoría de los supervivientes identificados no contaron inicialmente sus historias. En entrevistas realizadas durante la década de 1990, los supervivientes del Holocausto decían que rara vez hablaban sobre sus experiencias en tiempos de guerra y de la violencia que sufrieron durante décadas después de la guerra. Esto se debe a muchas razones, como es la carga traumática que supone para los supervientes tener que relatar sus historias. A menudo, para ellos, es muy difícil relatar sus experiencias y recuerdos de violencia sexual sufrida. Algunos afirman tener dificultades para hablar y recordar debido a las intensas emociones asociadas con sus experiencias. Varios supervivientes pensaron que sus relatos eran demasiado duros para que la mayoría de la gente pudiera escucharlos y creerlos, por lo que decidieron pernamecer en silencio. A menudo, los supervivientes no contaron sus historias debido a la vergüenza y el estigma de los hechos vividos durante la guerra. Estas razones y otras más han llevado a varios supervivientes a suavizar sus historias o no compartirlas en absoluto.
La mayoría de los medios de comunicación estadounidenses de esa época se centraron en la liberación de los judíos y fueron dramatizados o concebidos como hechos inspiradores, pero no reflejaron las verdaderas penurias y violencia sexual que se produjo. Esto dio como resultado una presentación incompleta del Holocausto para la audiencia estadounidense interesada en medios relacionados con el Holocausto. Este distorsionado enfoque de los medios de comunicación, junto con las leyes de pureza racial que prohibían las relaciones sexuales entre arios y judíos en ese momento, ocasionó que algunos creyereran que estas violaciones sexuales nunca se produjeron.

## Eugenesia y esterilización
La eugenesia nazi está en la raíz de la clasificación de las personas en función de su raza. El régimen nazi creó políticas persecutorias que se basaban en principios eugenésicos. Los sistemas de creencias de los movimientos se basaban en la discriminación racial de rasgos que se consideraban desfavorables. Estos argumentos sobre quién era considerado valioso y quién no, se utilizaron como forma de explicar la esterilización eugenésica de personas con discapacidades mentales. Estas teorías sobre la higiene racial influyeron en el modo de pensar de Hitler y en la formulación de sus políticas. Las principales víctimas de esta forma de pensar fueron las personas con discapacidades, pero los judíos también se vieron gravemente afectados por la esterilización eugenésica. Hitler pensaba que los judíos estaban destruyendo la raza aria alemana, y que no se les debía permitir reproducirse con alemanes. La evidencia histórica ha demostrado que puede haber habido una esterilización masiva de mujeres judías en los campos de concentración, con la posibilidad de que se les administraran hormonas exógenas sin su conocimiento, lo que provocó que el 98% de las mujeres perdieran su capacidad de menstruar al inicio de su internamiento en los campos. También se encontraron pruebas similares en los campos húngaros, donde el 94,8% de las prisioneras perdieron la capacidad de menstruar al ingresar en el campo.
En 1935 se promulgó una ley que prohibía la mezcla racial en los matrimonios. La Ley de Protección de la Sangre criminalizaba las relaciones sexuales entre judíos y alemanes no judíos; esta ley no obligaba a la esterilización, sino que criminalizaba la mezcla racial.

## Violencia sexual contra las mujeres
No era raro que las mujeres judías en Europa se enfrentaran a una mayor violencia sexual en tiempos de guerra. Esta violencia sexual y deshumanización del pueblo judío se debió a numerosas razones, tales como la cultura de los tiempos de guerra y la misoginia. De la dominación sobre los cuerpos de las mujeres derivada de las violaciones llevadas a cabo en tiempos paz, y las violaciones realizadas en el desarrollo de los conflictos bélicos se deduce la percepción que de las mujeres se tiene como una posesión masculina que permite deslegitimar y humillar a los enemigos, de tal forma que las mujeres se convierten en proyecciones de los ejércitos vencidos y sus cuerpos en nuevos espacios de conquista.
Durante la Segunda Guerra Mundial, la violencia sexual sobre las mujeres era común en los campos de concentración, tanto por parte de los guardias como de las compañeras de celda. No era raro que las mujeres judías en los campos sufrieran humillación, agresiones físicas, agresiones sexuales, violaciones y coacciones para trabajar en los burdeles nazis. Si las mujeres quedaban embarazadas durante su estancia en los campos, eran obligadas a abortar o asesinadas. A menudo les quitaban la ropa y las obligaban a permanecer indefinidamente desnudas en los campos y en condiciones insalubres, siendo obligadas a realizar trabajos físicos para los nazis completamente desnudas. Estas humillantes condiciones contribuyeron a la deshumanización de las mujeres judías en los campos de concentración. La deshumanización que padecen las mujeres judías en el tratamiento violento y vejatorio que reciben en los campos de concentración y exterminio, aparece en el discurso nacionalsocialista que convierte el cuerpo femenino en un espacio simbólico de conquista y dominación.

Ava Dorfman es una superviviente del Holocausto que relató su estancia en el campo de Janowska, en Ucrania. En su declaración expuso los horrores que presenció:
Una vez en el pase de lista había varios jóvenes, mientras los mayores permanecían sentados, un soldado ucraniano la tomó - su nombre era Bosha -y la sacó de la fila, nosotras pensamos que tal vez la iba a salvar, pero cuando regresó, ella dijo que él la había violado, después vino y le disparó. Tenía toda su cara llena de sangre, podías imaginar todo su cerebro deshecho. Le disparó justo aquí, en la cabeza. ¿Cómo puedes tener una vida normal cuando recuerdas eso?

### Funciones corporales
Durante su estancia en los campos de concentración, las mujeres no tenían condiciones de vida higiénicas. Los nazis controlaron sus funciones corporales, quitándoles a algunas su capacidad de acción. A menudo las mujeres carecían de privacidad y eran obligadas a realizar sus necesidades fisiológicas delante de los guardias o de sus compañeras de prisión. La mayoría de las mujeres en los campos perdieron la capacidad de menstruar debido a la desnutrición o a los intentos de esterilización llevados a cabo. Cuando estas mujeres tenían la regla, debido a la falta de productos higiénicos y ropa, la sangre les corría por las piernas.

### Burdeles
Algunas mujeres judías fueron sacadas de los campos de concentración y llevadas a burdeles nazis, donde trabajarían como "prostitutas de campo". Debido a las malas condiciones de vida, algunas mujeres buscaban alguna forma de escapar del sufrimiento de los campos de concentración acudiendo a estos burdeles  donde les ofrecían comida y mejores condiciones para dormir. Otras mujeres de las recluidas en los campos de concentración no tuvieron esa opción y se vieron obligadas a sacrificar su vida sexual para sobrevivir. En algunos relatos de supervivientes del campo de Auschwitz, se decía que solo había dos caminos para las mujeres: la cámara de gas o el burdel. Los burdeles se creaban con el fin de estimular a los prisioneros más privilegiados a trabajar para facilitar a los oficiales y guardias la oportunidad de violar a las mujeres recluidas. Algunas supervivientes han relatado su estancia en los burdeles, que a menudo incluyen historias de haber sido amenazadas, golpeadas y humilladas, además de haber sido violadas. La mayoría de las que trabajaban como esclavas sexuales fueron finalmente asesinadas.

## Violencia sexual contra los hombres
Los hombres en los campos de concentración estuvieron expuestos a formas de violencia y humillación similares a las de las mujeres, pero sus experiencias están poco investigadas y a veces ocultas debido a razones sociales, culturales y religiosas. Históricamente, la masculinidad se ha asociado con la fuerza, la agresión y el poder, y las normas de género relativas a los hombres durante la guerra originaron cierto borrado de sus experiencias. Algunos autores han sugerido que la eliminación de las historias de victimización sexual y violación de hombres y niños judíos durante el Holocausto también está en función de cómo los estudiosos del género y el genocidio han entendido tradicionalmente la relación entre la masculinidad y la deshumanización, que se centra en la violencia letal o el generocidio más que en la victimización sexual. Un relato específicamente masculino sobre la violación y la violencia con penetración muestra que, si bien la violencia sexual que sufrieron los hombres y los niños judíos durante el Holocausto tiene algunas similitudes con la de las mujeres, sus experiencias específicas requieren nuevas teorías sobre cómo el cuerpo masculino es victimizado sexualmente. El académico y profesor estadounidense Tommy J. Curry sugiere que existe una conexión íntima entre los tropos hipermasculinos y afeminados de los hombres y niños judíos que hace que la violencia sexual y la violación sean un resultado esperado de acontecimientos genocidas como el Holocausto. Los tipos de violencia que ocurrieron en los campos de concentración incluyen, entre otros: castración de hombres y niños pequeños, exámenes no consentidos de genitales, burlas sexuales, violación, agresión, esterilización y otros métodos de agresión y sometimiento. A muchos hombres judíos les afeitaron el cabello a la fuerza, incluidas sus barbas y mechones. A veces, para aumentar la humillación del afeitado, eran obligados a afeitarse unos a otros.

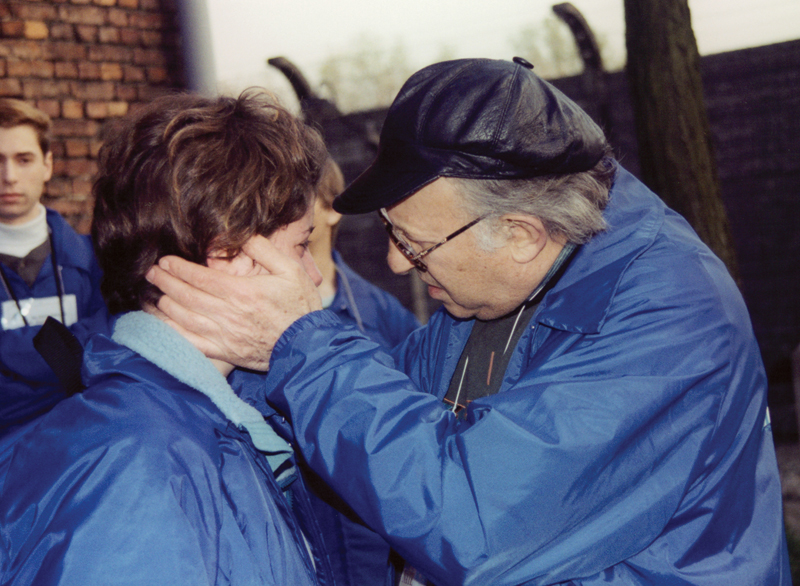
Nate Leipciger, un sobreviviente del Holocausto y de abuso sexual, consolando a un joven estudiante durante la Marcha de los Vivos de Auschwitz en 2019. Fotografía del Museo del Patrimonio Judío.

La violación de hombres y niños judíos durante el Holocausto está documentada en el Archivo de Historia Visual (VHA) incluido en la Fundación Shoah de la USC. En 2017, la Fundación Shoah de la USC entrevistó a Tommy J. Curry sobre su investigación sobre la violación y la victimización sexual de hombres y niños judíos durante el Holocausto. Esta entrevista incluyó una discusión sobre cómo la VHA había etiquetado previamente toda la violencia sexual entre hombres como "relaciones homosexuales". Curry explicó que esta clasificación errónea de las experiencias sexuales de hombres judíos en el archivo generó confusión sobre qué relaciones entre hombres eran consentidas y cuáles eran coercitivas. Esta etiqueta también dificultó que los investigadores vieran la violencia sexual que los hombres judíos sufrían al ser violados o penetrados con la violencia, así como el papel que la racialización y la deshumanización tenían a la hora de explicar la vulnerabilidad de los hombres y niños judíos a la violencia sexual.
La violencia sexual contra los hombres durante el Holocausto fue común y ocurrió con más frecuencia de lo registrado, según declaró el superviviente del Holocausto Sam Lubat en una entrevista de historia oral en 1998. Lubat calificó la violencia sexual de hombres hacia hombres como "vergonzosa". La literatura y el discurso en torno a los supervivientes de los campos reforzaron los estereotipos homofóbicos y el estigma en torno a ellos. Una autobiografía publicada en 2015, escrita por Nate Leipciger, un superviviente del Holocausto en Polonia, describió sus experiencias de encuentros con un anciano del campo llamado Janek. Sus experiencias fueron ocultadas a su padre, quien también estuvo preso en el mismo campo que él. Los encuentros incluyeron visitas durante la noche, penetración forzada, explotación sexual, etc.

Sidney Klein, un superviviente del Holocausto de Eslovaquia, relata su experiencia de agresión sexual en el hospital del campo por parte de alguien a quien se refería como un "técnico de laboratorio":
Me llevó a la oficina y me ofreció todo tipo de cosas, después me violó. Quiso que viniera a verlo como cada semana... Traté de alejarme de él, y algunas veces pude hacerlo, pero luego me amenazaba con que si no iba, perdería mi trabajo.